# Canet de Rosellón
Canet del Rosellón, también en español Canet de Rosellón, y tradicionalmente Canet, (en francés: Canet-en-Roussillon, en catalán: Canet de Rosselló) es una localidad y comuna francesa, situada en el departamento de Pirineos Orientales, región de Occitania y comarca histórica del Rosellón.
Sus habitantes reciben el gentilicio de canétois(es) en francés o de canetaire, canetaira en catalán.

## Toponimia
Procedería Canet de la base vasca Can-, análoga al moderno vascuence gain/gan: “altura, cumbre, cima, elevación;” efectivamente, Canet no se ubica en bajío, sino en sitio elevado respecto a su entorno inmediato.  Análogos vascuences le son otros topónimos del Rosellón como Candell y Cànoes.
El pueblo en Francia se llamó Canet desde la revolución francesa hasta 1972, cuando se le fusionó con San Nazario, adoptando a partir de entonces el nombre legal de Canet-en-Roussillon-Saint-Nazaire.  Separado Canet de San Nazario en 1983, adoptó el nombre (en francés) Canet-en-Roussillon.

## Geografía
Canet se encuentra al norte de Argelés.  Le es adyacente el estaño de Canet.  La desembocadura del río Têt (la Tet) está situada colindante al norte de la aglomeración urbana.

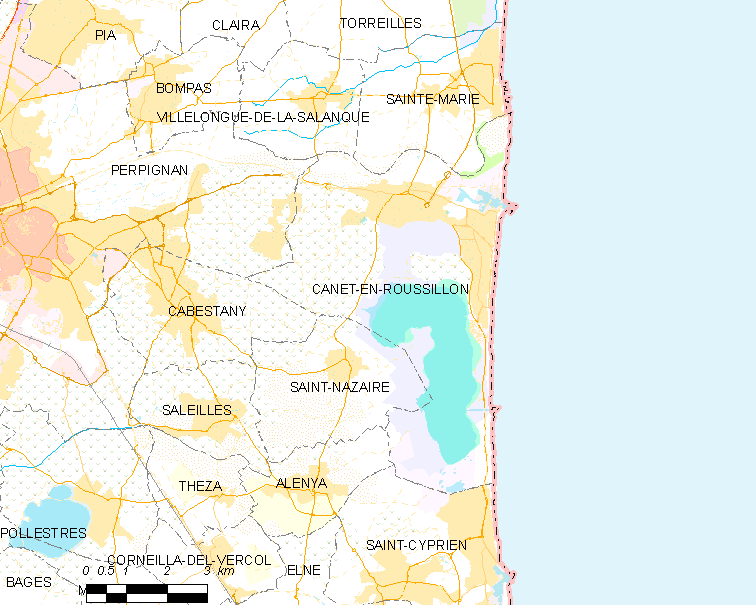
Situación de Canet-en-Roussillon

## Historia
En 1462, durante la guerra civil catalana, las tropas de Luis XI de Francia tomaron por asalto el castillo de Canet; que fue recuperado posteriormente por Juan II el Grande.  Empero, los franceses insistieron en atacar Canet en 1473, pero sin éxito, puesto que la esposa de Pedro de Rocabertí, a quien la historia llama la dama de Canet, y con la ayuda de Pedro de Ortafá (teniente de su marido), salvó a Canet de la embestida.  Ya en 1689 contaba Canet con plaza de armas.
En 1653 el rey de Francia hace vizconde de Canet a Josep Fontanella, hijo de Joan Pere Fontanella.

## Gobierno y política

### Alcaldes

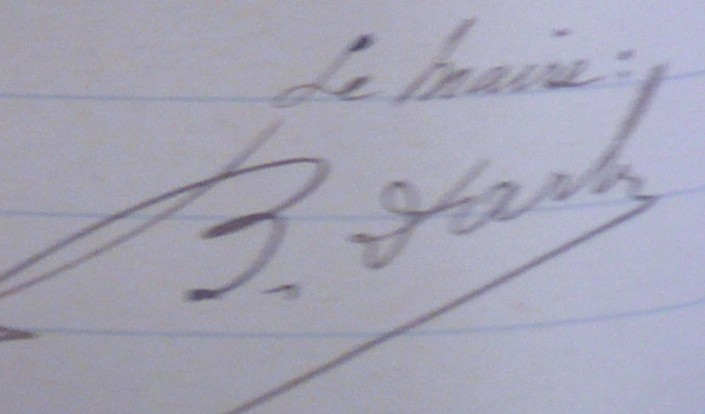
Firma del alcalde Basile Darbon (1910).

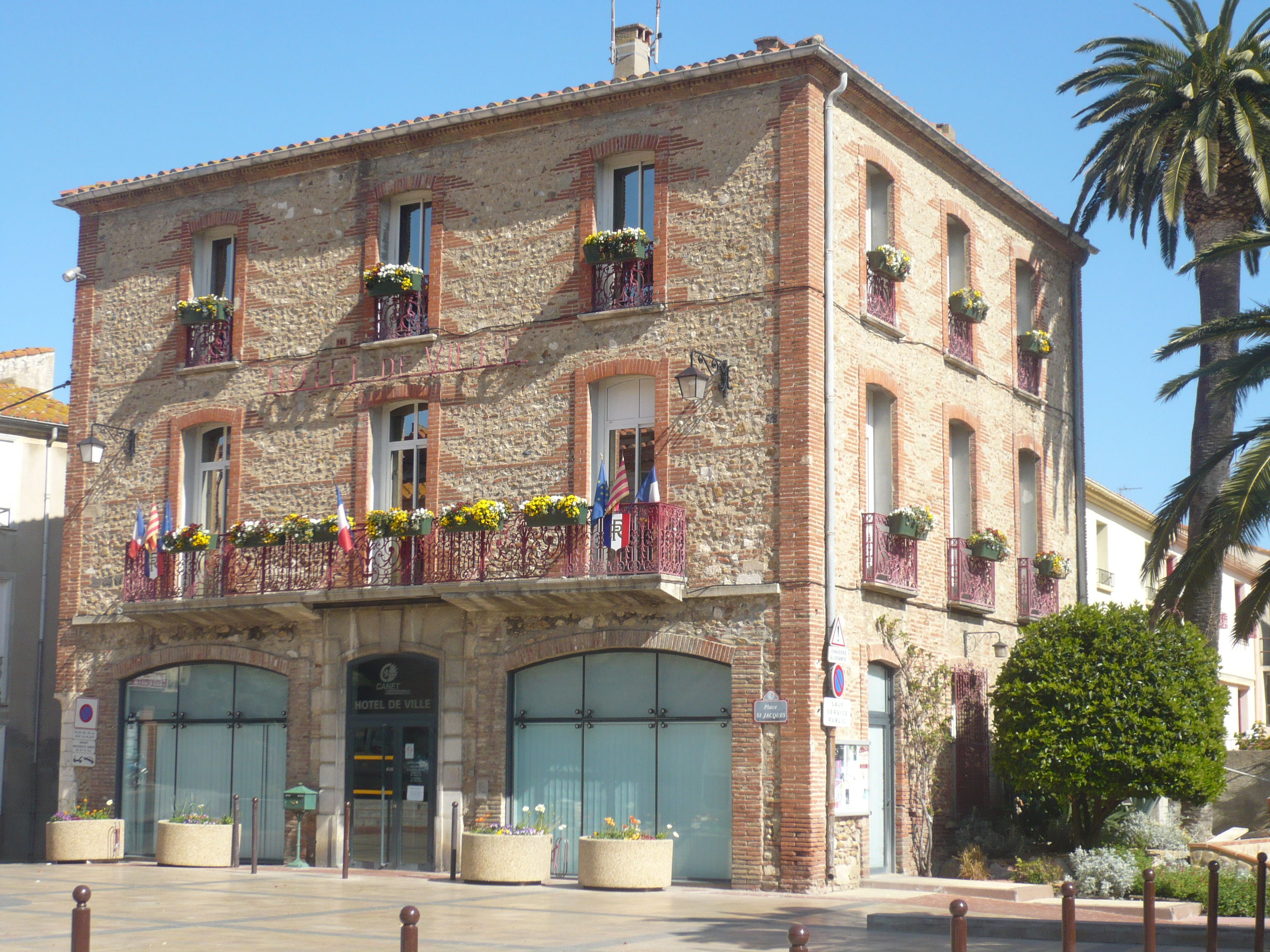
El ayuntamiento.

| Alcalde                                         | Período            |
| ----------------------------------------------- | ------------------ |
| Joseph Cassanyes                                | 1790-1792          |
| Jacques Bonet                                   | 1792-1795          |
| Jacques Cassanyes                               | 1796-1797          |
| Julien Canal                                    | 1798-1798          |
| Jacques Cassanyes                               | 1799-1800          |
| Jacques Bonet                                   | 1800-1813          |
| Joseph Cassanyes                                | 02.1813-28.10.1814 |
| Saturnin Cargoles                               | 1814-1826          |
| Antoine Gaux                                    | 1826-1831          |
| Joseph Cassanyes fils                           | 1831-1848          |
| Julien Canal fils (provisorische Bürgermeister) | 03.1848-06.1848    |
| Pierre Roger (provisorische Bürgermeister)      | 06.1848-09.1848    |
| Joseph Cassanyes                                | 09.1848-08.1851    |
| Julien Canal (provisorische Bürgermeister)      | 08.1851-12.1851    |
| Julien Canal                                    | 1851-1865          |
| Jean Bartissol                                  | 1865-09.1870       |
| Michel Pages                                    | 09.1870-12.1870    |
| Joseph Berga                                    | 1870-1874          |
| Côme Roger                                      | 1874-1881          |
| Jean Lafon                                      | 1881-1890          |
| Jacques Xamma                                   | 1891-1892          |
| Henri Castany                                   | 1892-1904          |
| Basile Darbon                                   | 1904-05.1912       |
| Isidore Boutet                                  | 05.1912-1918       |
| François Alies                                  | 1918-1919          |
| Joseph Lafon                                    | 1920-1925          |
| Jacques Xamma                                   | 1925-1930          |
| Joseph Lafon                                    | 1929-1930          |
| Gabriel Henric                                  | 1930-1941          |
| Désiré Riu                                      | 1941-1943          |
| Pierre Fourcade                                 | 1943-1944          |
| Gabriel Henric                                  | 1944-1947          |
| Joseph Pagès                                    | 1947-1950          |
| François Moudat                                 | 1950–1965          |
| Christian Brignieu                              | 1965–1966          |
| François Moudat                                 | 1966–1971          |
| Jacques Coupet                                  | 1971–1989          |
| Arlette Franco                                  | 1989–2010          |
| Bernard Dupont                                  | 2014-              |

### Ciudades hermanadas
- Maynooth, Irlanda (2011)[17]

## Demografía
| 2646 | 3658 | 4356 | 6030 | 7575 | 10 182 | 11 351 |
| Para los censos de 1962 a 1999 la población legal corresponde a la población sin duplicidades (Fuente: INSEE [Consultar]) |      |      |      |      |        |        |

## Lugares de interés
- El castillo vizcondal del siglo XI y la adjunta capilla de Saint-Martin
- Iglesia parroquial de Saint Jacques, siglos XIV-XIX.
- Las playas y el puerto marítimo deportivo
- Arboretum du Mas Roussillon

## Personalidades relacionadas con la comuna
- Laure Manaudou, nadadora francesa.